# Narthecium californicum
Narthecium californicum là một loài thực vật có hoa trong họ Nartheciaceae. Loài này được Baker mô tả khoa học đầu tiên năm 1876.